# Gōtarō Mikami

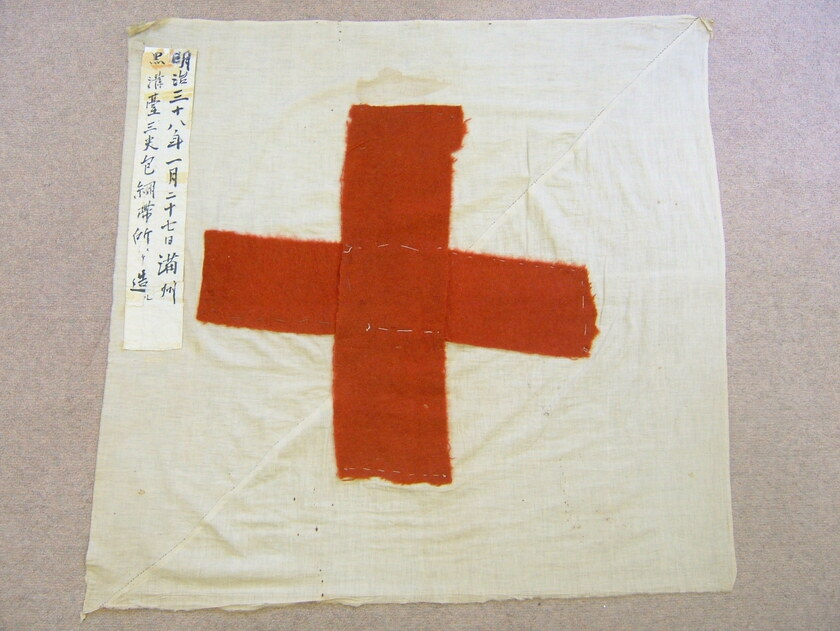
Drapeau de la Croix-Rouge de Mikami.

Compléments
Connu pour son action dans la Croix-Rouge japonaise
Gōtarō Mikami (三上 剛太郎) (15 novembre 1869 - octobre 1964) est un médecin japonais connu pour son action avec la Croix-Rouge durant la guerre russo-japonaise.

## Biographie
Mikami est né dans le village de Sai dans le Nord de la péninsule de Shimokita dans la préfecture d'Aomori. Il est issu d'une famille de médecins du domaine de Morioka servant le clan Nambu depuis huit générations. En 1884, accompagné de son père Shikei, il se rend à Tokyo pour entrer à l'école anglaise de Mita. Pendant ses études, il est fortement influencé par le spécialiste de littérature, Shiken Morita. Il quitte l'école et devient journaliste au Yomiuri Shimbun. Après la mort de son père en 1893, il arrête ses études de médecine et entre à l'école Tokyo Saisei Gakusha l'année suivante. Deux ans plus tard, il passe les deux examens qui lui permettent de devenir docteur en médecine.
En 1902, Mikami retourne dans son village natal pour se dévouer à la médecine, cependant, la guerre russo-japonaise éclate deux ans plus tard, et il s'engage dans l'armée impériale japonaise où il est assigné dans la 8e division de la 3e armée comme médecin. En janvier 1905, il est assigné dans une unité de terrain en Mandchourie. Quand son hôpital de campagne est encerclé par l'armée russe, Mikami bricole un drapeau orné d'une croix symbolisant la Croix-Rouge avec des bandages blancs triangulaires et des morceaux de couverture rouge. En voyant ce drapeau, les Russes n'attaquent pas. Mikami est ainsi autorisé à s'occuper des blessés des deux camps. L'incident est popularisé par la Croix-Rouge comme une preuve tangible de l'humanitaire de la convention de Genève.
Après le conflit, Mikami vit entre Sai et Tokyo, progressant par lui-même dans la médecine. Il lit une grande variété de livres sur la médecine, la politique, la religion, l'histoire et la littérature. Il apprend le français à partir d'un simple dictionnaire afin de réaliser son rêve d'enfance de lire Les Misérables dans la langue originale. Il reste actif dans la Croix-Rouge japonaise jusqu'à sa mort en 1963.
En 1963, lorsque le comité international de la Croix-Rouge fête le centenaire de sa fondation à Genève, le drapeau de Mikami est exposé. Sa maison dans son village datant de l'époque d'Edo est devenu un musée historique local, ouvert au public du 29 avril au 31 octobre chaque année.

## Source de la traduction
- (en) Cet article est partiellement ou en totalité issu de l’article de Wikipédia en anglais intitulé « Gōtarō Mikami » (voir la liste des auteurs).
- Sai Village Board of Education. The Hand-Made Red Cross Flag Which Saved Lives. pamphlet